# Mila
La Mila és la protagonista de la novel·la modernista Solitud escrita per Víctor Català (pseudònim de Caterina Albert i Paradís).
La Mila és una dona jove que s'acaba de casar amb en Matias i veu el matrimoni com una oportunitat de ser feliç. Tanmateix, aquesta il·lusió s'estronca de bon inici en adonar-se que ni el seu marit ni la vida a l'ermita no compleixen amb les seves expectatives. La Mila es nega a acceptar aquesta realitat, i és aquesta inflexibilitat que l'impedeix adaptar-se a la seva nova vida i a entendre les relacions que s'articulen al seu voltant.
La novel·la es desenvolupa seguint l'aprenentatge vital de la Mila des que es converteix en ermitana de Sant Ponç després d'haver-se casat amb en Matias fins que abandona la muntanya. Es poden establir quatres fases en l'evolució del personatge:
- Capítols I -VII: presa de contacte amb la realitat de l'ermita i l'entorn natural.
- Capítols VIII - X: vida en societat, anul·lació de l'individu i pèrdua de domini sobre l'entorn.
- Capítols XI - XII: presa de consciència de la realitat, fi de l'autoengany i de les falses il·lusions.
- Capítols XIII - XVIII: renaixement de l'individu, autorealització i acceptació de la pròpia solitud.

Solitud destaca per la descripció psicològica de la seva protagonista, d'una precisió gairebé psicoanalítica. És també una novel·la pionera a parlar del desig sexual femení.

## Relacions i simbolisme
L'aprenentatge vital de la Mila es realitza a través de la interacció de la protagonista amb el paisatge i amb diversos personatges que va coneixent des de la seva arribada a l'ermita de Sant Ponç. Tots aquests tenen un alt component simbòlic, ja que no descriuen tant elements reals sinó el reflex dels canvis que es produeixen en la ment i la personalitat de la protagonista:
- Matias, el marit: és la primera causa d'insatisfacció de la Mila, ja que no li dona la feliç vida de casada que li havia promès. Evidencia la seva solitud i la porta al desequilibri emocional. Tanmateix, aquesta situació la mou a buscar el seu propi camí.
- Muntanya: és indissoluble de la Mila. Ella és el paisatge i el paisatge és en ella, i la descoberta de la muntanya es desenvolupa en paral·lel al seu autoconeixement. La muntanya la porta a una presa de consciència individual, únic camí per trobar la llibertat i la salvació davant una realitat molt dura.
- Pastor (Gaietà): és el símbol de les forces creatives de la natura. És el guia de la Mila per la muntanya i aquesta l'idealitza. Tanmateix, també té una part obscura i quan la Mila se n'adona, té un desengany.
- Ànima: és el símbol de les forces destructives de la natura i una evidència de la brutalitat de la realitat.
- Sant Ponç: símbol de la desconfiança.
- Arnau: atracció sexual.
- Baldiret: desig de la maternitat.